# Kulna
Kulna, Kulnah, Qulna ou Kulpa († 1360), fut brièvement Khan de la Horde d'or (ou Horde bleue) de 1359 à sa mort.
Fils du Khan Djanibeg, il parvient au pouvoir en assassinant son frère aîné Berdibeg qui avait succédé à leur père en 1357. Kulna est à son tour assassiné avec ses deux fils par un autre frère, Nuruzbeg, qui s'empara du pouvoir. Son règne dura six mois et cinq jours.